# Platynereis antipoda
Platynereis antipoda är en ringmaskart som beskrevs av Hartman 1954. Platynereis antipoda ingår i släktet Platynereis och familjen Nereididae. Inga underarter finns listade i Catalogue of Life.